# Gotha Go 145
Die Gotha Go 145 war ein Schulflugzeug der Gothaer Waggonfabrik Aktiengesellschaft. Zwischen 1936 und 1940 wurden fast 1200 Maschinen gebaut.

## Geschichte
Die Firma Gothaer Waggonbau nahm Ende 1933 nach 15 Jahren Unterbrechung unter dem Chefkonstrukteur Albert Kalkert den Flugzeugbau wieder auf. Bei der Go 145 handelte es sich um die erste Eigenentwicklung nach dem Ersten Weltkrieg. Die Go 145 wurde als Fortgeschrittenenschulflugzeug in Gemischtbauweise als offener zweisitziger Doppeldecker ausgeführt. Als Motor kam der Argus As 10 C mit 240 PS zum Einbau. Die Serienfertigung des Flugzeuges begann im März 1936 und endete nach 1120 für das RLM gebauten Go 145 A bereits im Oktober 1938. Neben Gotha (584 Flugzeuge) bauten Erla (106 Flugzeuge), AGO (241 Flugzeuge), BFW (115 Flugzeuge) und Focke-Wulf (74 Flugzeuge) die Go 145 in Lizenz. Bereits 1936 konnten die ersten 30 Flugzeuge in die Türkei exportiert werden; weitere 43 Exemplare wurden bis 1939 in Lizenz gefertigt. 1937 erhielt Österreich 12 Flugzeuge. In der Slowakei flogen 30 Go 145. Während des Spanischen Bürgerkrieges wurden 1938/39 21 Flugzeuge an Spanien geliefert. Zusätzlich entstanden noch 62 Stück als CASA 1145-L in Lizenz. Für Exportzwecke wurden 1939 nochmals 13 Flugzeuge (für Rumänien) und 1940 zehn Flugzeuge gebaut. Die Flugzeuge von 1940 sind vermutlich für die Luftwaffe übernommen worden. Insgesamt sind ohne Prototypen 1182 Go 145 gebaut worden.
Serienproduktion der Go 145:
| Jahr  | Stückzahl |
| ----- | --------- |
| 1936  | 459       |
| 1937  | 566       |
| 1938  | 134       |
| 1939  | 13        |
| 1940  | 10        |
| Summe | 1182      |

Zum Kampfeinsatz kam die Go 145 Ende 1944/Anfang 1945, als sie bei den Nachtschlachtgruppen 2 und 5 als Behelfskampfflugzeug eingesetzt wurde. Ein Flugzeug diente 1941 als Versuchsträger für das Argus-Pulsotriebwerk der Fieseler Fi 103.

## Versionen
- Go 145 A: Hauptausführung zur Piloten- und Beobachterausbildung
- Go 145 B: mit einem starren MG 17 ausgestattete Variante für die Schießausbildung
- Go 145 C: Version für Bord- und Bombenschützenschulung. Das Flugzeug war hierfür mit einem beweglichen MG 15 auf Drehringlafette im hinteren Sitz versehen und konnte auch wahlweise mit einem Bombenzielgerät, Funkanlage und zwei 50-kg-Bomben unter den Tragflächen ausgerüstet werden
- Go 145 D: Prototyp eines Reiseflugzeuges mit geschlossenen Kabinenaufbau und verkleidetem Fahrwerk

## Militärische Nutzer
Deutsches ReichLuftwaffe
 ÖsterreichBundesheer: 12 Exemplare wurden 1937 geliefert
 SpanienEjército del Aire
 Tschechoslowakeinach dem Krieg als C-15 (für Cvičná letadla, Schulflugzeug)
 Türkei

## Technische Daten
| Hersteller:         | Gotha                                                                         |
| Baumuster:          | Go 145A                                                                       |
| Bauform:            | Doppeldecker                                                                  |
| Bauart:             | einstielig, verspannt                                                         |
| Verwendungszweck:   | Schulung                                                                      |
| Motor:              | luftgekühlter Achtzylinder-V-Motor Typ Argus As 10 C mit 240 PS Startleistung |
| Besatzung:          | 1 Pilot, 1 Passagier                                                          |
| Besondere Merkmale: | luftgekühlte Motoren von 240 bis 350 PS Startleistung können eingebaut werden |

## Weitere technische Details

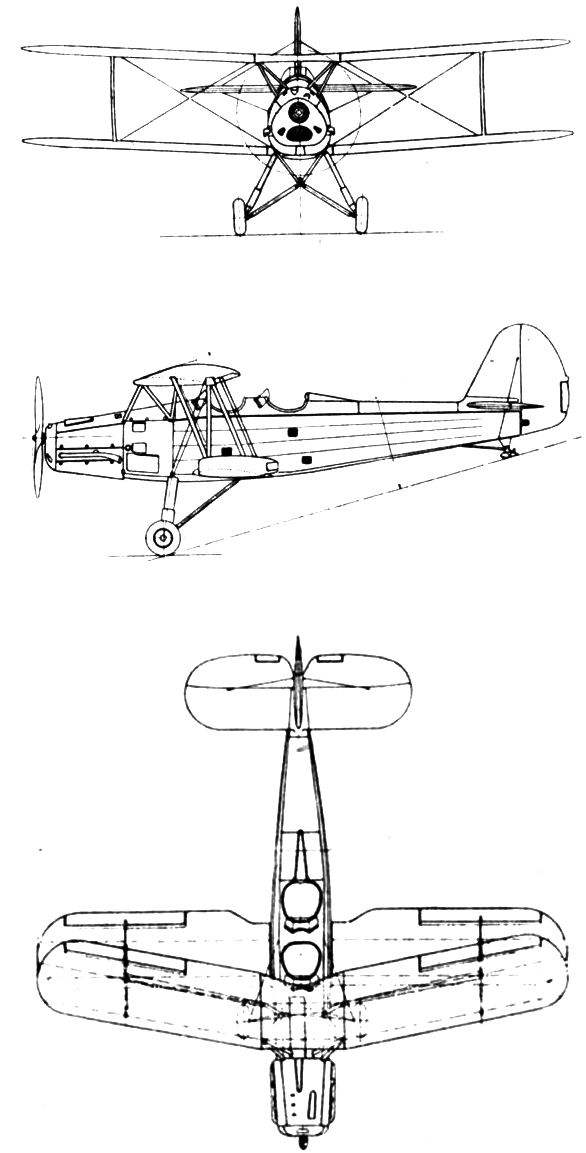
Dreiseitenansicht

| Kenngröße                        | Daten                           |
| -------------------------------- | ------------------------------- |
| Abmessungen:                     |                                 |
| Spannweite, oben/unten           | 9,00 m                          |
| Länge, gr.                       | 8,70 m                          |
| Höhe, gr.                        | 2,90 m                          |
| Radspur                          | 1,97 m                          |
| Bereifungsart                    | Niederdruck                     |
| Reifengröße                      | 580×165                         |
| Radbremse                        | hydraulisch                     |
| Inhalt des Kraftstoffbehälters   | 180 l                           |
| Inhalt des Schmierstoffbehälters | 25 l                            |
| Flächeninhalte:                  |                                 |
| Tragfläche mit Querruder, oben   | 11,00 m²                        |
| , unten                          | 10,75 m²                        |
| Gesamttragfläche                 | 21,75 m²                        |
| Querruder, oben/unten            | 1,20 m²                         |
| Höhenleitwerk                    | 4,20 m²                         |
| Seitenleitwerk                   | 1,82 m²                         |
| Tragfläche:                      |                                 |
| Umriss, oben/unten               | rechteckig, mit abgerund. Enden |
| V-Form, oben/unten               | 3°                              |
| Pfeil-Form, oben                 | 11°30'                          |
| , unten                          | 0°                              |

| Kenngröße                 | Daten                          |
| ------------------------- | ------------------------------ |
| Staffelung                | 1,05 m                         |
| mittl. Flächentiefe, oben | 1,22 m                         |
| , unten                   | 1,19 m                         |
| Flügelstreckung, oben     | 7,36                           |
| , unten                   | 7,53                           |
| Bruchlastvielfaches       | S4K=9,50–11,55                 |
| Massen:                   |                                |
| Leermasse                 | 880 kg                         |
| Zuladung                  | 500 kg                         |
| Startmasse                | 1350 kg                        |
| Luftschraube:             |                                |
| Bauart                    | Starrschraube                  |
| Antrieb                   | direkt                         |
| Durchmesser               | 2,50 m                         |
| Blattzahl                 | 2                              |
| Baustoff                  | Holz                           |
| Drehsinn                  | rechts                         |
| Schraubenfläche           | 4,91 m²                        |
| Baustoffe:                |                                |
| Tragwerk                  | Holzgerippe, stoffbespannt     |
| Rumpfwerk                 | Stahlrohrgerüst, stoffbespannt |
| Leitwerk                  | Leichtmetall, stoffbespannt    |

| Kenngröße                | Daten         |
| ------------------------ | ------------- |
| Leistungen:              |               |
| Flugdauer                | 3,5 h         |
| Flugweite                | 630 km        |
| Kraftstoffverbrauch      | 29,0 l/100 km |
| Schmierstoffverbrauch    | 1,4 l/100 km  |
| Höchstgeschwindigkeit    | 212 km/h      |
| Reisegeschwindigkeit     | 180 km/h      |
| Landegeschwindigkeit     | 90 km/h       |
| Startstrecke             | 188 m         |
| Landestrecke             | 160 m         |
| Dienstgipfelhöhe         | 3700 m        |
| Steigzeiten auf          |               |
| 1000 m                   | 5,5 min       |
| 2000 m                   | 12,5 min      |
| 3000 m                   | 21,5 min      |
| Dienstgipfelhöhe         | 34,7 min      |
| Steiggeschwindigkeit     |               |
| in Bodennähe             | 4,50 m/s      |
| Tragflächenbelastung     | 62,11 kg/m²   |
| Leistungsbelastung       | 5,62 kg/PS    |
| Flächenleistung          | 11,03 PS/m²   |
| Schraubenflächenleistung | 48,95 PS/m²   |